# Susanna Agnelli
Susanna Agnelli (Turín, 24 de abril de 1922-Roma, 15 de mayo de 2009) fue una empresaria, aristócrata, política y escritora italiana.

## Biografía
Susanna era hija de Edoardo Agnelli y de Virginia Bourbon del Monte, y hermana de Gianni Agnelli. Fue uno de los principales exponentes de la familia Agnelli turinesa, propietaria de la FIAT, la principal empresa automovilística italiana. Durante la Segunda Guerra Mundial ingresó a la Cruz Roja para llevar su ayuda a las naves que transportaban a los soldados heridos. 
Al final de la guerra Suni, como la llamaban en la familia, contrajo matrimonio con el conde Urbano Rattazzi (1918-2012), con el que tuvo seis hijos (Ilaria, Samaritana, Cristiano, Delfina, Lupo y Priscilla), y de quien se divorció en 1975.
Entre 1974 y 1984 fue alcalde del municipio de Monte Argentario, Grosseto. En 1976 fue elegida diputada, y en 1979 eurodiputada. En 1983 fue elegida senadora por la lista del Partido Republicano Italiano.
Designada subsecretaria en el Ministerio de Relaciones exteriores italiano entre 1983 y 1991, actuó bajo varios presidentes del Consejo de ministros. Entre 1995 y 1996 cubrió el cargo de Ministra del Exterior, constituyendo la primera y única mujer en la historia italiana que accedió al ministerio con sede en el Palacio de la Farnesina. Desde ese puesto inició una batalla en el seno de las Naciones Unidas contra la diplomacia de los Estados Unidos para impedir la reforma del Consejo de Seguridad, que habría significado la exclusión de Italia del contexto de los grandes del mundo. Su sucesor, Lamberto Dini, llevaría esta lucha a la victoria.
Electa en las elecciones europeas de 1979 por la lista del PRI, fue miembro de la Comisión para las relaciones económicas exteriores. Adhirió al grupo parlamentario liberal democrático. Permaneció en el cargo hasta octubre de 1981.
En la década de 1980 fue el único miembro italiano de la Comisión mundial para el ambiente y el desarrollo, en cuyo seno se redactó el Informe Brundtland.

### Actividad como escritora
Escritora y biógrafa, se la recuerda especialmente por su autobiografía titulada «Vestíamos a la marinera», donde se encuentra la repetida frase de la gobernanta Miss Parker: «Don't forget you are an Agnelli» y que fue un best seller en Italia y en otros países, recibiendo el premio Bancarella en 1975. Entre otros títulos de su autoría se encuentran: Questo libro è tuo(1993) , Ricordati Gualeguaychu (1982) y Addio, addio mio ultimo amore (1985).
Por muchos años mantuvo una columna de correo titulada «Respuesta privada» en el semanario Oggi.

### Presidencia del Teletón
Susanna Agnelli fue presidenta del comité del Teletón desde 1990, año en el que la maratón benéfica llegó a Italia, hasta su muerte, en que fue sucedida por Luca Cordero di Montezemolo.

### Fundación El Faro
Susanna Agnelli dio vida a la fundación El faro (1997), que presidió hasta su muerte, con el objetivo de acoger, educar e insertar en el mundo laboral a jóvenes con dificultades. La fundación tiene sede en Roma, y realiza cada año cursos de formación profesional para unos 200 jóvenes, especialmente inmigrantes.

### Fallecimiento
Falleció en Roma el 15 de mayo de 2009 en el Policlínico Agostino Gemelli, donde se recuperaba por más de un mes de un grave trauma femoral debido a una caída accidental en su casa.
El rito fúnebre se efectuó en forma privada en la iglesia del Convento della Presentazione al Tempio de Monte Argentario. Por su voluntad expresa, sus restos fueron cremados y las cenizas esparcidas en el mar en un día de tempestad.

## Árbol genealógico resumido de Susana Agnelli
| Edoardo Agnelli I Aniscetta Friscetti | Giovanni Agnelli I Clara Boselli | Edoardo Agnelli II Virginia Bourbon | Umberto Agnelli Allegra Caracciolo     | Andrea Agnelli Emma Winter          | Giacomo Agnelli              |
| Edoardo Agnelli I Aniscetta Friscetti | Giovanni Agnelli I Clara Boselli | Edoardo Agnelli II Virginia Bourbon | Umberto Agnelli Allegra Caracciolo     |                                     |                              |
| Edoardo Agnelli I Aniscetta Friscetti | Giovanni Agnelli I Clara Boselli | Edoardo Agnelli II Virginia Bourbon | Umberto Agnelli Allegra Caracciolo     | Anna Agnelli                        |                              |
| Edoardo Agnelli I Aniscetta Friscetti | Giovanni Agnelli I Clara Boselli | Edoardo Agnelli II Virginia Bourbon |                                        |                                     |                              |
| Edoardo Agnelli I Aniscetta Friscetti | Giovanni Agnelli I Clara Boselli | Edoardo Agnelli II Virginia Bourbon | Giovanni Agnelli II Marella Caracciolo | Margheritta Agnelli Alain Elkann    | John Elkann Lavinia Borromeo |
| Edoardo Agnelli I Aniscetta Friscetti | Giovanni Agnelli I Clara Boselli | Edoardo Agnelli II Virginia Bourbon | Giovanni Agnelli II Marella Caracciolo |                                     |                              |
| Edoardo Agnelli I Aniscetta Friscetti | Giovanni Agnelli I Clara Boselli | Edoardo Agnelli II Virginia Bourbon | Giovanni Agnelli II Marella Caracciolo | Edoardo Agnelli III                 |                              |
| Edoardo Agnelli I Aniscetta Friscetti | Giovanni Agnelli I Clara Boselli | Edoardo Agnelli II Virginia Bourbon |                                        |                                     |                              |
| Edoardo Agnelli I Aniscetta Friscetti | Giovanni Agnelli I Clara Boselli | Edoardo Agnelli II Virginia Bourbon | Susanna Agnelli Urbano Rattazzi I      | Cristiano Rattazzi Sonia del Carril | Urbano Rattazzi II           |
| Edoardo Agnelli I Aniscetta Friscetti | Giovanni Agnelli I Clara Boselli |                                     |                                        |                                     |                              |
| Edoardo Agnelli I Aniscetta Friscetti | Giovanni Agnelli I Clara Boselli | Caterina Aniceta Agnelli Carlo Nasi |                                        |                                     |                              |